# ヘキサフルオロリン酸カリウム
ヘキサフルオロリン酸カリウム(Potassium hexafluorophosphate)は、化学式がKPF6の無機化合物である。無色の固体で、カリウムイオンとヘキサフルオロリン酸イオンを含む。五塩化リンと塩化カリウムとフッ化水素との反応で合成される。
{\displaystyle {\ce {PCl5\ + KCl\ + 6HF -> KPF6\ + 6HCl}}}
この発熱反応は液体のフッ化水素中で行われる。生成した塩は熱アルカリ水溶液中でも安定であるため、それで再結晶することができる。水への溶解度では、ナトリウム塩およびアンモニウム塩より小さく、ルビジウム塩およびセシウム塩より大きい。
KPF6は研究室では、親油性の塩を与えるヘキサフルオロリン酸イオンの供給源である。しかし、この塩はテトラフルオロホウ酸塩より溶解度が低いことがある。